# Vingåker
Vingåker er en by i den svenske provins Södermanlands län og den historiske provins Södermanland. Byen, som ligger 25 km nordvest for Katrineholm ved rigsvejen, er hovedby i Vingåkers kommun og har 4362 indbyggere.